# 부여 천진전 단군화상
부여 천진전 단군화상(扶餘 天眞殿 檀君畵像)은 충청남도 부여군 부여읍 동남리, 국립부여박물관에 있는, 개국신화의 주인공인 단군 왕검의 초상화이다. 2000년 1월 11일 충청남도의 문화재자료 제369호로 지정되었다.

## 개요
개국신화의 주인공인 단군 왕검의 초상화이다.
우리나라 개국신화는 그 내용이 약간씩 다르지만『삼국유사』와『제왕운기』에 전해지고 있는 내용을 보면 다음과 같다.
"환웅이 아버지인 환인의 허락을 받아 하늘에서 내려와 태백산에 살기 좋은 인간세상을 건설하고자 하였다. 그 후 곰이 변한 웅녀와 혼인하여 인간인 왕검을 낳았다. 그는 평양에 도읍을 정하고 나라이름을 조선이라 하고 1908년의 수를 누린 끝에 아사달산의 산신이 되었다."
단군 왕검의 초상화는 전국 각지에 모셔두고 있지만 형태가 모두 다르다. 전설에 의하면 신라의 화가인 솔거가 꿈속에서 단군을 만나 친필을 전해 받았다고 하고, 황해도 구월산에 있는 사당에 환인·환웅·왕검의 초상화가 있다고 하나 확인되지는 않는다.
이 그림은 가로 34cm, 세로 53cm 크기의 전신상으로, 1920년 대에 그려 놓은 것으로 추정된다. 다른 초상화에 비해 크기가 작은 편이며, 중국산 인조비단에 전신을 엷게 채색하여 그렸다.
대종교의 신도였던 항일운동가 강우가 황해도에서 이 그림을 가져와 그의 아들에게 물려주었으며, 지금은 국립부여박물관에서 보관중이다.

## 참고 문헌
- 부여천진전단군화상 - 국가유산청 국가유산포털